# Astra 2
Astra 2 – zespół 4 satelitów telekomunikacyjnych z serii 2, należących do operatora SES ASTRA.

## Położenie satelitów
Satelity Astra 2A, Astra 2B, i Astra 2D znajdują się na orbicie geostacjonarnej, na pozycji 28,2°E.
Satelita Astra 2C pracował początkowo na pozycji 19,2°E na orbicie geostacjonarnej, w sierpniu 2007 r. został przesunięty na pozycję 28,2°E, a teraz jest na 31.5°E, zastępując uszkodzonego Astra 5A.

## Daty wyniesienia satelitów Astra z serii 2
- Astra 2A - 30 sierpnia 1998
- Astra 2B - 14 września 2000
- Astra 2D - 19 grudnia 2000
- Astra 2C - 16 czerwca 2001

## Oferta programowa
Satelity Astra 2A, 2B i 2C nadają sygnał stacji telewizyjnych (w tym programy wysokiej rozdzielczości HDTV) i radiowych oraz dane (oferując usługi dostępu do Internetu) do odbiorców głównie w Europie.
Są to kodowane i niekodowane programy platformy cyfrowej Sky Digital.

## Niektóre programy niekodowane dostępne z satelitów Astra 2A/2B/2C
- B4U Music UK
- BBC Alba
- BBC Radio
  - BBC Radio 1
  - BBC Radio 2
  - BBC Radio 3
  - BBC Radio 4 FM
  - BBC Radio 4 LW
  - BBC Radio Scotland AM
  - BBC Radio Wales FM
  - BBC Radio Ulster FM
  - BBC Asian Network
  - BBC World Service Europe
  - BBC Radio Cymru
  - BBC 1Xtra
  - BBC 6 Music
  - BBC Radio 7
  - BBC Radio nan Gaidheal
  - BBC London 94.9 FM
- BBC News
- BBC Parliament
- BBCi 1-7
- BBCi 8,9
- Brit Asia TV
- Channel 4 London
- CNN
- Community Channel
- S4C Digidol (język walijski i angielski)
- S4C2 - The Info Channel (język walijski i angielski)
- Sikh Channel
- Sky Customer Channel
- Sky News (wersja brytyjska i irlandzka)
- Teletext Holidays TV

Satelita Astra 2D nadaje programy na obszar Wielkiej Brytanii oraz Irlandii. Są to kodowane programy platformy cyfrowej Sky Digital oraz niekodowane: brytyjskiej telewizji ITV i publicznego nadawcy BBC.
Odbiór programów z tego satelity w Polsce jest możliwy przy użyciu anteny o średnicy czaszy od 120 do 300 cm.

## Niektóre programy niekodowane dostępne z satelity Astra 2D
- BBC One (kilkanaście wersji regionalnych)
- BBC Two (kilka wersji regionalnych)
- BBC Three
- BBC Four
- BBC HD
- CBBC
- CBeebies
- Film Four
- Five UK
- ITV1 (kilkanaście wersji regionalnych)
- ITV2
- ITV3
- ITV4/CITV UK
- Men & Motors
- Scottish TV East (STV)
- Scottish TV North
- Scottish TV West
- Ulster TV

Do odbioru tych kanałów w Polsce wymagana jest duża antena satelitarna (ok. 120 cm na zachodzie, do 250 cm na wschodzie). Stacje nadawane są w wiązce punktowej pokrywającej tylko Wyspy Brytyjskie i Irlandię.